# Мартиненко Володимир Володимирович
Володимир Володимирович Мартиненко (нар. 24 березня 1957, Київ, Україна) — російський соціолог, політолог, економіст; доктор політичних наук, професор; заступник директора з наукової роботи Інституту соціально-політичних досліджень Російської академії наук(ІСПД РАН).
Основний напрям наукової діяльності — економічна соціологія, соціологія політики, дослідження соціально-структуруючого значення грошово-кредитних відношень, а також критичний аналіз марксизма та проблем вульгаризації ліберальних теорій.

## Основні наукові результати
- досліджені протиріччя і проведена ревізія наукового знання в області політичної філософії та соціології політики в контексті сучасних соціально-політичних реалій, виявлені концептуальні пропуски теорій соціального розвитку; розроблена нова соціальна онтологія, епістемологія і методологія вивчення держави і цивільного суспільства, політичної ідентифікації історичних форм соціуму і перспектив соціальної еволюції;

- створені нові міждисциплінарні напрями наукових досліджень — соціологія грошової політики і «грошової влади», політична соціологія грошово-кредитних стосунків і банківської діяльності; розроблена теорія кредитної природи формування правових стосунків в суспільстві, концепція грошей як категорії соціального права; розкрито соціально-політичне значення демонополізації грошової емісії;

- розроблена концепція соціального страхування як базового компонента системи соціальних функцій держави у зниженні ризику соціального розпаду, розширенню соціально значимих кредитних відношень і забезпеченню збалансованого соціально-економічного розвитку суспільства.

## Основні праці
В монографіях «Соціологія грошово-фінансових відношень» (2004) і «Невідома політика банка Росії» (2004) вперше представлені принципово нові підходи до аналізу сутнісних характеристик грошей та еволюції грошових форм, запропонована нова соціально обумовлена концепція грошової політики та забезпечення стабільності грошово-кредитної системи. Сформульовані та теоретично обґрунтовані конкретні заходи з трансформації ролі та місця грошової влади в загальній системі поділу влади як передумови розвитку громадянського суспільства та подолання внутрішніх протиріч демократичного устрою держави.
В монографії «Невідома політика Банка Росії» (2004) проведений комплексний аналіз цілей і методів грошово-кредитної політики, що здійснювалася в Росії з початку 1990-х років, її соціально-економічних і політичних наслідків. Критикується діяльність та ідеологія Центрального банку і Уряду РФ в грошовій сфері, включаючи питання формування ефективної банківської системи, проблеми взаємодії центрального банку і комерційних банків. Автор пропонує принципово іншу концепцію здійснення грошової емісії, яка передбачає відмову від якого-небудь забезпечення для грошової емісії центрального банку та комерційних банків. Навпаки, об'єми грошової емісії центрального банку повинні самі слугувати забезпеченням (в рамках механізму рефінансування і системи страхування депозитів) кредитно-грошової емісії комерційних банків. Грошова емісія центрального банку має бути направлена на забезпечення виконання поточних грошових зобов'язань комерційних банків перед кредиторами і вкладниками.
Важливим етапом в науково-дослідній діяльності є опубліковані в монографії «Ідеологія проти економіки» (2005) результати розробки методології виявлення соціальних індикаторів, які характеризують процес трансформації політики владних структур із соціально потребну в економічно невиправдану. Цей процес веде до втрати політичною системою внутрішніх ресурсів та можливостей свого оновлення.
Значною науковою працею є монографія «Кальдера державної влади» (2005), в якій досліджені суть і подвійна роль держави, внутрішні закономірності і протиріччя даної категорії; представлені методи оцінки суспільно значимих рішень, що приймаються державною владою, а також міри їх відповідності об'єктивним потребам і можливостям збалансованого соціально-економічного розвитку. Ця монографія є фундаментальним дослідженням теоретичних і практичних проблем взаємодії політичного і громадянського суспільства, включаючи політико-економічні та соціальні аспекти фінансових і грошово-кредитних відношень; у ній представлені концепції і практичні рекомендації щодо оптимізації функцій виконавчої, законодавчої, судової, а також «грошової» влади. Особливе місце в монографії приділяється аналізу внутрішніх протиріч марксистської теорії.
Вказані концепції та обґрунтування запропонованих рекомендацій отримали подальший розвиток в наукових статтях, а також монографіях: «Соціальна епістемологія і політика» (2008), «Соціальна матриця політичного знання» (2008), «Цивільне суспільство: від політичних спекуляцій і ідеологічного туману до соціального знання і усвідомленого вибору» (2008). У вказаних монографіях детально визначений зміст нових міждисциплінарних напрямів соціальних досліджень і обґрунтована необхідність їх поглибленого наукового розвитку. Розкрита теорія кредитної природи формування соціальних прав і системи соціального страхування, соціального сенсу грошової влади і грошової емісії. Представлено нове, соціально обумовлене значення грошей як категорії, що характеризує процес формування в суспільстві прав і обов'язків соціальних суб'єктів. Виявлено соціально-політичне значення історичної еволюції грошових форм, визначений зміст, уточнені цілі і методи здійснення соціальної політики і стратегії соціального страхування, їх роль в системному забезпеченні збалансованого соціально-економічного розвитку і запобіганні ризику соціального розпаду. Пояснені причини соціально-політичних трансформацій концепції громадянського суспільства, обставини відродження наукового і практичного інтересу до проблематики громадянського суспільства на сучасному етапі.
В контексті розв’язання концептуальних проблем політології і соціології особлива наукова значимість належить монографії «Наступаюча політологія. Основи та особливості політичної науки» (2010). В даній роботі приведена оцінка теоретичного надбання в області політичної філософії, соціології політики, політичної економії и соціології; визначені основні напрями та методологія міждисциплінарних досліджень політики.